# Irabatha leucozona
Irabatha leucozona är en stekelart som först beskrevs av Brulle 1846.  Irabatha leucozona ingår i släktet Irabatha och familjen brokparasitsteklar. Inga underarter finns listade i Catalogue of Life.